# 인월초등학교
인월초등학교는 대한민국 전북특별자치도 남원시 인월면 서무리에 있는 공립 초등학교이다.

## 학교 연혁
- 1925년 4월 24일 인월공립보통학교 개교(1학년 50명)
- 1938년 4월 1일 인월공립심상소학교로 개칭[1]
- 1941년 4월 1일 인월공립국민학교로 개칭[2]
- 1995년 3월 1일 지산분교장 통폐합
- 1996년 3월 1일 인월초등학교로 교명 변경[3]
- 1999년 9월 1일 봉대초등학교 편입
- 2020년 9월 1일 29대 최현수 교장 부임
- 2021년 1월 12일 제92회 17명 졸업(6.285명)
- 2021년 3월 2일 2021학년도 1학년 입학 남8명, 여9명, 계 17명

## 상징
- 교화 - 장미 : 관목성의 화목(花木)으로 야생종이 북반구의 한대·아한대·온대·아열대에 분포하며 약 100종 이상이 알려져 있다. 오늘날 장미라고 하는 것은 이들 야생종의 자연잡종과 개량종을 말한다. 장미는 아름다운 꽃과 향기로 관상용과 향료용으로 재배해왔으며, 사랑,존경,맹세의 의미를 담고 있다.
- 교목 - 느티나무 : 재목의 결은 약간 거칠지만 재질이 강하고 질겨서 뒤틀리지 않고 무거우며 무늬와 광택이 아름답다. 또한 잘 썩지 않고 물에 잘 견디며, 억센 줄기는 강인한 의지를, 고루 퍼진 가지는 조화된 질서를, 단정한 잎들은 예의를 나타내며 옛날부터 마을을 지켜주는 마을나무로 널리 심어온 나무 중 하나이다.
- 교조 - 까치 : 까치는 예로부터 우리의 민요, 민속 등에 등장하는 친숙한 새이다. 우리나라에서는 아침에 우는 까치를 반가운 소식을 전해주는 길조로 여겨, 마을에서는 까치를 괴롭히거나 함부로 잡는 일이 없었다. 우리나라에서 까치는 1964년 10~12월 한국일보 과학부가 국제조류보호회의(ICBP) 한국본부와 관계학계의 후원을 얻어 시행한 '나라새' 뽑기 공개응모에서 2만 2,780여 통 중 9,373통의 압도적인 표를 얻어 나라새로 뽑히게 되었다.

## 참고 자료
- 인월초등학교 - 한국교육학술정보원 학교알리미